# Taşköy

Das Dorf Arbo

Taşköy (türkisch für Steindorf, aramäisch Arbo) ist ein christlich-aramäisches Dorf im Landkreis Nusaybin der Provinz Mardin im Südosten der heutigen Türkei im Gebirgszug Tur Abdin. Die Aramäer gehören der syrisch-orthodoxen Kirche von Antiochien an. Der ursprüngliche Dorfname bedeutet „Kloster“ oder „Konvent“.

## Lage
Arbo liegt ca. 30 km südöstlich von Midyat und ist von folgenden weiteren Ortschaften umgeben – die Entfernungsangaben gelten für vorhandene Wegverbindungen:
| Midyat 28 km  | Doğançay 28 km                              | Kloster Mor Gabriel 16 km |
| Yemişli 16 km | Kompassrose, die auf Nachbargemeinden zeigt | Sarıköy 15 km             |
| Üçköy 7 km    | Dibek 14 km                                 |                           |

## Klima
Die Jahreszeiten sind stark ausgeprägt. Es gibt viele Niederschläge im Frühling und Herbst, heiße und trockene Sommer, kalte und schneereiche Winter. Die Temperaturen schwanken zwischen −10 °C im Winter bis +50 °C im Sommer.

## Bevölkerung
Arbo war zwischenzeitlich ohne Bevölkerung. Obwohl bis 1980 noch 30 Familien hier lebten, wanderten im Jahr 1989 die letzten Einwohner aus: die Familie des Bürgermeisters.
Erst seit wenigen Jahren sind Wiederaufbaumaßnahmen seitens der ehemaligen Einwohner und der nachfolgenden Generation (organisiert in einem Arbo Verein) initiiert worden, da sich die Gesetzes- und Rechtslage gebessert hat. So sind aktuell 9 Häuser neu errichtet worden und werden regulär bewohnt als auch teilweise für den Urlaub durch die meist in der Diaspora lebenden Aramäer als Sommerresidenz genutzt. Die Einwohnerzahl schwankt diesbezüglich und wird sich erst auf absehbare Zeit auch in Abhängigkeit von der politischen Situation in der Türkei stabilisieren können.

## Geschichte

Die Ruinen von Arbo

Arbo wird bereits in römischer Zeit erwähnt. Um 1400 wurde es als einzige christliche Ortschaft von den Tataren verschont.
Zur Zeit des Völkermordes an den Assyrern und Aramäern um 1916 lebten in Arbo 70 Familien, welche aufgrund des Massakers Zuflucht in den Klöstern Mor Malke und Mor Eliyo fanden.

## Kirchen und Klöster
Die Kirchenruinen von Mor Eschajo und Mor Schmuni sowie die Überreste des Klosters Mor Schimun in der Nähe von Arbo bezeugen die frühere Bedeutung des kleinen Dorfes.
Die Maßnahmen zum Wiederaufbau beinhalteten auch die Restaurierung der sakralen Bauten, so dass seit August 2015 die Kirche Joldath Aloho (Muttergotteskirche) wieder vollständig saniert wurde.
Aufgrund neuer Dekrete im Mai 2018 wurden Kirchen, Friedhöfe und weitere Grundstücke an die Kloster-Mor-Gabriel-Stiftung übereignet. Hierdurch konnten im August 2018 die beiden Kirchen Mor Schalito und Mor Dimet, in der sich mehrere Patriarchen- und Bischofsgräber befinden, restauriert und mit einem Eröffnungsgottesdienst wieder der Öffentlichkeit zugänglich gemacht werden.